# Llista d'aeroports de l'Azerbaidjan
La següent és un llista d'aeroports de l'Azerbaidjan. Els nombres que apareixen en negreta vol dir que l'aeroport té servei de passatgers programació en aerolínies comercials.
| Emplaçament                                                                           | Codi OACI | Codi DAFIF | Codi IATA | Denominació                                                | Coordenades                                          |
| ------------------------------------------------------------------------------------- | --------- | ---------- | --------- | ---------------------------------------------------------- | ---------------------------------------------------- |
| Aeroports públics                                                                     |           |            |           |                                                            |                                                      |
| Agstafa                                                                               | UBBA      | UB17       |           | Aeroport d'Agstafa                                         | 41° 07′ 24″ N, 45° 25′ 17″ E / 41.12333°N,45.42139°E |
| Bakú                                                                                  | UBBB      |            | GYD       | Aeroport Internacional Heydar Aliyev                       | 40° 28′ 03″ N, 50° 02′ 48″ E / 40.46750°N,50.04667°E |
| Balakan                                                                               | UB0G      | UB16       |           | Aeroport de Balakan                                        | 41° 45′ 12″ N, 46° 21′ 19″ E / 41.75333°N,46.35528°E |
| Gandja                                                                                | UBBG      |            | KVD       | Aeroport de Gandja                                         | 40° 44′ 15″ N, 46° 19′ 03″ E / 40.73750°N,46.31750°E |
| Kabala                                                                                | UBBQ      |            | GBB       | Aeroport de Kabala                                         | 40° 49′ 36″ N, 47° 42′ 45″ E / 40.82667°N,47.71250°E |
| Lenkoran                                                                              | UBBL      | UB10       | LLK       | Aeroport Internacional de Lenkoran                         | 38° 44′ 47″ N, 48° 49′ 04″ E / 38.74639°N,48.81778°E |
| República Autònoma de Nakhtxivan                                                      | UBBN      | UB15       | NAJ       | Aeroport de Nakhtxivan (Públic-Militar)                    | 39° 11′ 19″ N, 45° 27′ 30″ E / 39.18861°N,45.45833°E |
| Yevlakh                                                                               | UBEE      |            | YLV       | Aeroport de Yevlakh                                        | 40° 37′ 57″ N, 47° 08′ 28″ E / 40.63250°N,47.14111°E |
| Zaqatala                                                                              | UBBY      |            | ZTU       | Aeroport Internacional de Zaqatala                         | 41° 33′ 44″ N, 46° 40′ 02″ E / 41.56222°N,46.66722°E |
| Aeroports militars                                                                    |           |            |           |                                                            |                                                      |
| Bakú / Qala                                                                           |           |            |           | Base de la Força Aèria de Bakú                             | 40° 24′ 23″ N, 50° 12′ 00″ E / 40.40639°N,50.20000°E |
| Dollyar / Zeyem                                                                       |           | UB11       |           | Base de la Força Aèria de Dollyar                          | 40° 53′ 15″ N, 45° 57′ 25″ E / 40.88750°N,45.95694°E |
| Kurdamir                                                                              |           | UB14       |           | Base de la Força Aèria de Kurdamir                         | 40° 16′ 24″ N, 48° 09′ 48″ E / 40.27333°N,48.16333°E |
| Nasosnaya / Sumqayit                                                                  |           | UB12       |           | Base de la Força Aèria de Nasosnaya                        | 40° 35′ 29″ N, 49° 33′ 26″ E / 40.59139°N,49.55722°E |
| Khankendi (Sota el control de la República de l'Alt Karabakh, un estat no reconegut.) |           | UB13       |           | Aeroport de Khankendi (Està tancat a vols internacionals.) | 39° 54′ 05″ N, 46° 47′ 13″ E / 39.90139°N,46.78694°E |